# Stora Sarvgölen
Stora Sarvgölen är en sjö i Västerviks kommun i Småland och ingår i Storån-Botorpsströmmens kustområde. Sjön är 5,1 meter djup, har en yta på 0,017 kvadratkilometer och befinner sig 129,4 meter över havet.